# Kaminaljuyú

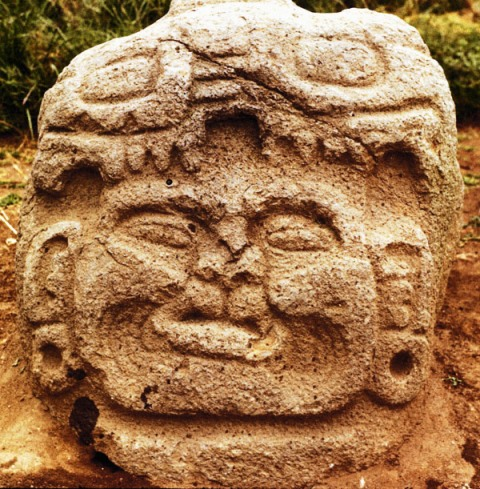
Cabeça esculpida do pré-clássico tardio encontrada em Kaminaljuyú e, depois disso, no Museo Nacional de Arqueología da Guatemala.

Kaminaljuyú, também escrito Kaminal Juyú (em ki'che', Colina dos mortos), é um sítio arqueológico mesoamericano, do período pré-clássico maia, situado a 1500 m de altitude, nas Terras Altas da Guatemala, situado no interior da Cidade da Guatemala. Este sítio extenso, com 5 km², apresentava cerca de duas centenas de plataformas e montículos, quando foram feitas as primeiras escavações, ainda que o seu estado de conservação fosse um pouco pior que o de outros sítios maias mais visitados pelos turistas, como Chichén Itzá ou Tikal. Apenas a zona correspondente à parte central de Kaminaljuyú se encontra preservada sob a forma de um parque arqueológico.
As primeiras escavações foram feitas em 1935 pela Carnegie Institution de Washington. As escavações de salvamento, tornadas urgentes com a expansão da Cidade da Guatemala, foram levadas a cabo pela Pennsylvania State University na década de 1960.
Pouco resta da fase Arévalo, a mais antiga do sítio (1100 a.C. - 1000 a.C.), mas a fase Las Charcas (1000 a.C. - 700 a.C.) já é um pouco melhor conhecida devido a, entre outros achados, algumas estatuetas femininas muito características. A estela 9, recuperada no montículo C-III-6, representa sem dúvida um dirigente de Kaminaljuyú: é a representação de um personagem de cuja boca se escapa uma voluta, um símbolo que na Mesoamérica indica a palavra e o poder.
Kaminaljuyú atingiu o seu apogeu durante o pré-clássico (400 a.C. - 200). A sua prosperidade estava certamente ligada ao controlo das pedreiras de obsidiana de El Chayal, situadas nas proximidades. Tudo parece indicar que se tratava de um estado hierarquizado, em que as elites estavam em situação de mobilizar uma mão-de-obra impressionante, capaz de construir pirâmides em tijolos de adobe (25 milhões de tijolos para as estruturas maiores), posteriormente reduzidas à condição de montículos. Um de entre estes, o montículo E-III-3, continha duas sepulturas da fase Miraflores que dão testemunho da riqueza da classe dirigente: foram recuperados mais de 300 objectos numa delas e 200 na outra. Incluem-se aqui numerosas estelas esculpidas, algumas das quais apresentam glifos dispostos em colunas formando um texto, especialmente a estela 10, que foi e continua a ser objecto de várias especulações acerca da origem da escrita maia. A teoria cada vez mais aceite é a de que os autores dos textos de Kaminaljuyú eram os locutores do grupo maia ch'ol. A estela 11, por seu lado, representa um personagem que ostenta na cabeça uma máscara de deus Pássaro, parecida à estela 4 de Izapa ou à Estela de La Mojarra, datadas da mesma época. O costume de erigir estelas representando personagens importantes, geralmente em combinação com um texto, seria adoptado pelos maias das Terras Baixas durante o período clássico.
Durante a fase de transição do período pré-clássico para o período clássico, cerca de 200, a região é afectada por acontecimentos importantes. As rotas comerciais de Kaminaljuyú são perturbadas pela expansão de um outro grupo maia, os K'iche', oriundos do noroeste. Estes últimos acabam por ocupar Kaminaljuyú. Os arqueólogos puderam seguir estas mudanças devido à expansão da cerâmica Solano, associada aos K'iche'. Ao longo da fase Aurora (200 - 400) a tradição escrita desaparece completamente da cidade. Durante a fase esperanza, Kaminaljuyú apresenta a marca incontestável de uma influência de Teotihuacan, visível em certos monumentos em talude e plataforma ou ainda pela presença de vasos trípodes. As modalidades desta presença foram e continuam a ser objecto de debate. Se praticamente ninguém adere à ideia de uma conquista militar de Kaminaljuyú por Teotihuacan, a hipótese da presença de mercadores ou mesmo de "conselheiros" é plausível. 
O sítio seria abandonado cerca do ano 800.